# Molophilus furcophallus
Molophilus furcophallus là một loài ruồi trong họ Limoniidae. Chúng phân bố ở miền Australasia.